# Оспанов, Серик Жамекович
Серик Жамекович Оспанов (род. 1 июля 1964, Гурьев) — казахстанский государственный деятель. Депутат Мажилиса Парламента Республики Казахстан III, IV и V созывов, аким города Актау (1996—2004). Член партии «Нур Отан».

## Биография
Родился 1 июля 1964 года в городе Гурьев (ныне Атырау) в казахской семье. Его отец был журналистом, а мать — медработником.
В 1986 году окончил факультет технологии машиностроения, металлорежущих станков и инструментов Казахского политехнического института имени В. И. Ленина, получив специальность инженер-механик. После окончания института работал слесарем-ремонтником Центральной базы производственного обслуживания объединения «Мангышлакнефть». Затем с 1987 по 1989 год был мастером и старшим механиком Центральной базы производственного обслуживания по прокату и ремонту навесного оборудования и спецтехники в городе Шевченко (ныне Актау).
Затем занимал должности заведующего отделом комсомольских организаций горкома ЛКСМ города Шевченко, секретаря комитета комсомола ПО «Мангышлакнефть», и. о. заместителя председателя Комиссии по социально-экономическому развитию Шевченковского горкома Компартии Казахстана. В 1991—1992 годах был старшим специалистом по вопросам связи и энергетики отдела промышленного производства, экологии и природопользования Актауского горисполкома. В 1992—1994 годах — помощник главы Мангистауской областной администрации. В 1994—1995 годах — первый заместитель главы Актауской городской администрации.
Затем Оспанов был назначен на пост акима города Актау, и занимал эту должность с 1996 до 2004 года. В 2000 году получил второе экономическое образование в Алматинском государственном университете имени Абая.
В 2004 году избран депутатом Мажилиса парламента Казахстана.
Избирался депутатом также в 2007—2012 годы и в 2012—2016 годы. Является членом Комитета по финансам и бюджету.
С 2017 года по 2020 годы был Руководителем Национального центра по правам человека.
С 06.2020 года по 08.01.2021 был советником Министра индустрии и инфраструктурного развития Республики Казахстан.
С 08.01.2021 года Заместитель председателя Комитета индустриального развития Министерства индустрии и инфраструктурного развития Республики Казахстан.

## Семья
Женат, двое детей.

## Награды
Указом Президента Республики Казахстан награждён орденом «Курмет» (14 декабря 2010 года) и др.